# Learjet 24
El Learjet 24 es un avión birreactor estadounidense de seis a ocho plazas (dos tripulantes y cuatro a seis pasajeros) de alta velocidad. Fabricado por Learjet como el sucesor del Learjet 23.

## Historia
El Learjet 24 fue diseñado como una versión mejorada del Learjet 23, que estaba limitado a 5,670 kilogramos de peso máximo. Los ingenieros diseñaron el modelo 24 para aceptar el peso máximo de 6.123 kilogramos, adecuada a las normas FAR 25 de la Administración Federal de Aviación.
Otras mejoras introducidas en el Learjet 24 incluyen
- presurización de cabina optimizada para operar a mayor altura
- la instalación  de una ventanilla adicional a cada lado de la cabina
- motores más potentes
- un nuevo parabrisas
- tanques de combustible auxiliar en las puntas de ala
- un sistema de extinción de incendios en los motores

Con estos cambios, el LJ-24 se convirtió en el primer reactor ejecutivo en ser certificado bajo la FAR-25.
El primer vuelo de un Learjet 24 tuvo lugar el 24 de enero de 1966. Desde el 23 al 26 de mayo de 1966, un Learjet 24 voló alrededor del mundo en un tiempo de vuelo de 50 horas y 20 minutos como demostración de sus capacidades.
Sus diferentes variantes fueron el LJ-24A, B, C, D, E y F, con cambios en el peso de despegue, alcance, cabina y motores. 
En total se construyero 259 aviones del modelo 24, y para el año 2001, existían aun 210 Learjet 24 en uso. Los 49 LJ-24 restantes fueron perdidos en diversos accidentes.

## Variantes
Learjet 24A
Versión estándar. Conversión del Learjet 23. Peso de despegue 13 499 libras (6123 kg). Certificado por la FAA el 9 de noviembre de 1966. 81 aviones construidos.
Learjet 24B
Variante mejorada, empujada por dos motores de 2.950 lbf de empuje General Electric CJ610-6 de turbina, y un peso máximo de despegue de 6129 libras (2780,1 kg). Certificado por la FAA el 17 de diciembre de 1968. 49 aviones construidos.
Learjet 24C
Una versión de bajo peso del 24B, con tanques de menor tamaño, lo que provoca una reducción en el alcance. El proyecto del Learjet 24C fue abandonado en diciembre de 1970. Peso de despegue de 5675 libras (2574 kg). Ninguno construido.
Learjet 24D
Similar al Learjet 24C, sin embargo incrementa el alcance con un mejor aprovechamiento de espacio de tanques y su peso máximo al despegue se incrementa hasta 6129 libras (2780 kg). Reemplazo de ventanillas circulares por angulares. Certificado por la FAA el 17 de julio de 1970. Reemplazó al 24B en producción. También estuvo disponible una versión de peso reducido a 12 500 libras (5669,9 kg) (el 24D/A). 99 construidos.
Learjet 24D/A
Versión con un peso inferior de despegue de 5.669 kg (12.500 lb),
Learjet 24E y 24F
Se anunciaron dos nuevas versiones en 1976: el 24E y el 24F, que introdujeron un nuevo perfil alar y mejoras aerodinámicas para reducir la entrada en pérdida y velocidad de aproximación (ala Century III). El 24E no tenía tanque de combustible en el fuselaje para poder aumentar la carga útil, aunque fuese a costa de una reducción en el alcance. Algunos 24E instalaron después el tanque del fuselaje para restaurar el alcance. La energía es aportada por dos motores de 2.950 lbf de empuje General Electric CJ610-8ª de turbina. El 15 de abril de 1977, la FAA aprobó incrementar su techo de vuelo a los 51 000 pies (15 545 m), el mayor nivel entonces permitido en la aviación civil. 29 aviones construidos.

## Supervivientes

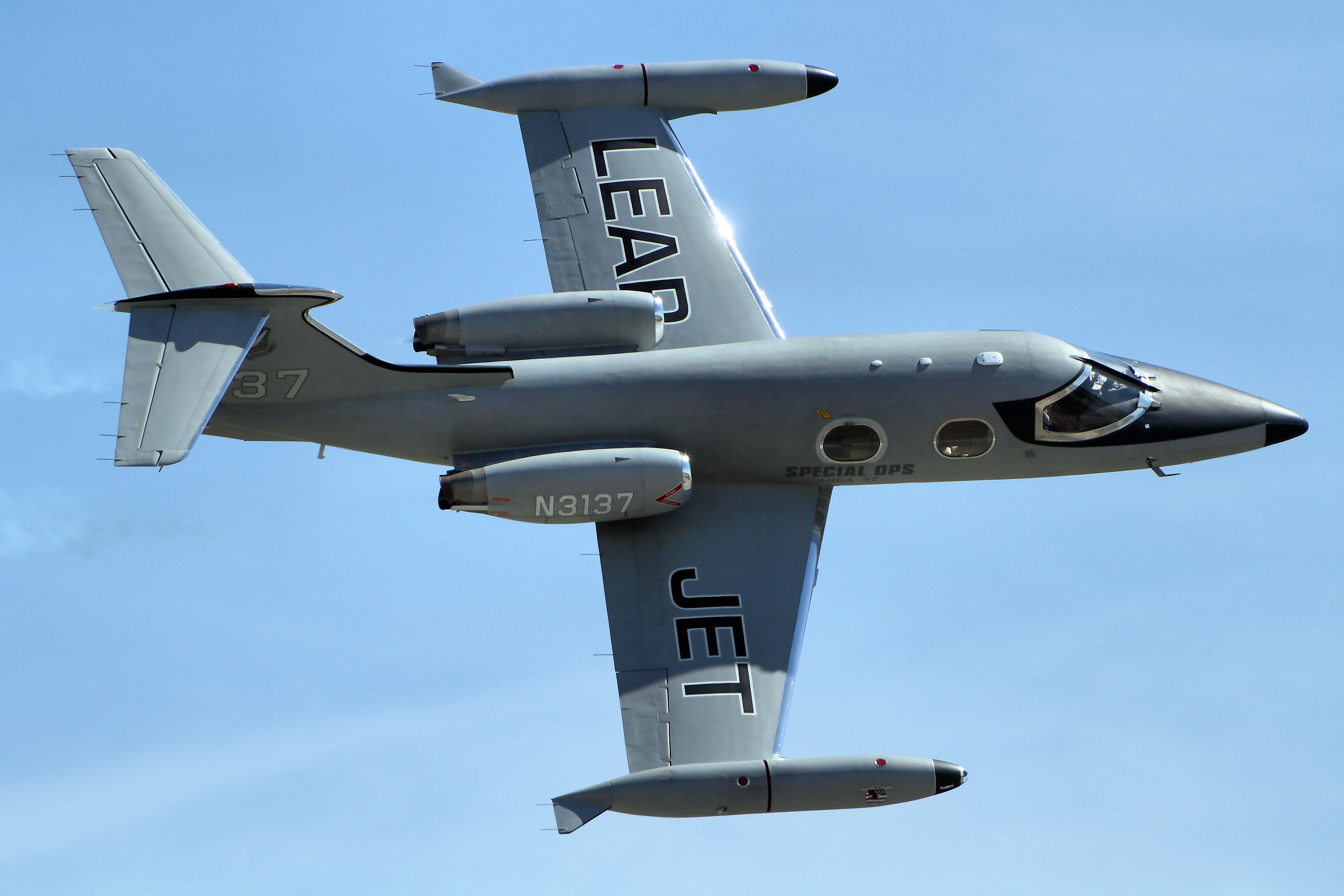
Learjet 24 s/n 123 en el show aéreo de Chino (2014)

- Learjet 24 (N241JA) s/n 131 -- Wings Over the Rockies Air and Space Museum, Denver, CO
- Learjet 24 (N100VQ)s/n 140 -- National Aviation Academy, Clearwater (Florida)
- Learjet 24 (N995TD) s/n 149 -- Pulaski Technical College, Little Rock (Arkansas)
- Learjet 24 (N723JW) s/n 24-142 -- Charter Airlines Inc., Hood River (Oregon)
- Learjet 24 (N3137) s/n 123 EXPERIMENTAL --AVSTAR INC, Seattle (Washington)
- Learjet 24 (N45ED) s/n 104 --Aisling Developments LLC, Calhoun (Georgia)
- Learjet 24 (N2DD) s/n 24E-335 --N2DD, Inc., Newark (Delaware)

## Especificaciones (Learjet 24F)
Fuente: Jane's All The World's Aircraft: 1976–77
- Tripulación: 2 (piloto y copiloto)
- Capacidad de pasajeros: 6
- Longitud: 13,18 m
- Envergadura: 10,84 m
- Altura: 3,73 m
- Superficie alar: 21,53 m²
- Peso en vacío: 3.324 kg
- Peso máximo al despegue: 6.123 kg
- Planta motriz: 2 x General Electric CJ610-6
- Tipo de motor: turbina
- Empuje: 13,1 kN
- Velocidad máxima: 545 mph, 473 nudos, 877 km/h
- Velocidad de crucero: 481 mph, 418 nudos, 774 km/h
- Velocidad a no exceder: Mach 0.86
- Velocidad de entrada en pérdida: 100 mph, 87 nudos, 161 km/h
- Alcance: 1.695 mi, 1.472 nmi, 2.728 km
- Techo de vuelo: 45.000 pies (13.715 m)
- Régimen de ascenso: 6.800 pies/min (34,6 m/s)

### Aeronaves similares
- North American Sabreliner

### Secuencias de designación
Learjet 23 · Learjet 24 · Learjet 25